# 陸上自衛隊会計監査隊
陸上自衛隊会計監査隊（りくじょうじえいたいかいけいかんさたい、JGSDF Finance Audit Unit）は、東京都新宿区の陸上自衛隊市ヶ谷駐屯地に駐屯している、防衛大臣直轄部隊の一つである。

## 概要及び任務
陸上自衛隊の部隊及び機関に対し、金銭管理、調達管理、物品管理、施設管理の4つからなる会計監査業務（内部監査）を行うことを主たる任務とする。また、陸上幕僚長から防衛省共済組合の会計監査を指示されたときは規則に基づき、監査を実施することができる。なお、防衛省・自衛隊は行政機関の側面から会計検査院が実施する会計検査（外部監査）も受検する。（この場合は部隊単位ではなく駐屯地・基地単位としての受検）
監査官は、陸上自衛官のみで構成されており、市ヶ谷駐屯地に隊本部を、その下に5個の「方面分遣隊」を置く。本部は主として陸上幕僚監部及び市ヶ谷駐屯地所在部隊に対する会計監査を、隷属する「方面分遣隊」は各方面区内の部隊・機関等に対する会計監査を実施する。

## 沿革
- 1952年（昭和27年）4月24日：警察予備隊の会計監査を担当する長官直轄部隊として会計監査隊が創設。総隊総監部会計監査隊（越中島）及び第1～4管区分遣隊がそれぞれの総監部所在地（練馬、札幌、伊丹、福岡）に配置された。
- 1960年（昭和35年）
  - 1月11日：会計監査隊本部が檜町駐屯地に移駐。
  - 1月14日：方面管区制の移行に伴い、会計監査隊本部及び5個方面分遣隊の体制となる。
- 2000年（平成12年）3月16日：防衛庁移転計画に基づき会計監査隊本部が市ヶ谷駐屯地に移駐。

## 部隊編成
- 隊本部
  - 第1監査科：武器、航空、化学及び総務関係業務並びに金銭関係業務の会計監査
  - 第2監査科：施設及び通信関係業務の会計監査
  - 第3監査科：衛生、需品、厚生及び輸送関係業務の会計監査
- 北部方面分遣隊（札幌駐屯地）
- 東北方面分遣隊（仙台駐屯地）
- 東部方面分遣隊（朝霞駐屯地）
- 中部方面分遣隊（伊丹駐屯地）
- 西部方面分遣隊（健軍駐屯地）

## 主要幹部
| 官職名                 | 階級          | 氏名       | 補職発令日     | 前職                              |
| ---------------------- | ------------- | ---------- | -------------- | --------------------------------- |
| 陸上自衛隊会計監査隊長 | 1等陸佐（一） | 井川賢一   | 2024年08月01日 | 第5旅団副旅団長 兼 帯広駐屯地司令 |
| 副隊長                 | 1等陸佐（二） | 川瀬広海   | 2023年12月22日 | 陸上自衛隊教育訓練研究本部        |
| 北部方面分遣隊長       | 2等陸佐       | 安岡拓雄   | 2024年12月20日 | 第7師団司令部第1部長              |
| 東北方面分遣隊長       | 1等陸佐（三） | 黒瀧隆志   | 2024年03月18日 | 第9師団司令部火力調整部長         |
| 東部方面分遣隊長       | 1等陸佐（三） | 七星武史   | 2024年03月28日 | 統合幕僚学校教育課教育管理班長    |
| 中部方面分遣隊長       | 1等陸佐（三） | 黒木幸二郎 | 2024年08月01日 | 陸上幕僚監部警務管理官付 警務班長 |
| 西部方面分遣隊長       | 1等陸佐（三） | 山下次郎   | 2024年12月20日 | 北関東防衛局装備部装備第1課長     |

| 代 | 氏名                | 在任期間                | 出身校・期                     | 前職                                          | 後職                                                                |
| -- | ------------------- | ----------------------- | ------------------------------ | --------------------------------------------- | ------------------------------------------------------------------- |
| 01 | 曾我恒市            | 1952.4.24 - 1957.8.11   |                                |                                               | 陸上自衛隊幹部学校総務課長 兼 教材課長                              |
| 02 | 田中八千男          | 1957.8.12 - 1961.2.28   | 同志社大学 昭和12年卒          | 陸上幕僚監部所属防衛研修所派遣勤務            | 西部方面総監部幕僚副長                                              |
| 03 | 松山景彦            | 1961.3.1 - 1965.3.15    | 海経24期                       | 陸上幕僚監部会計課経理班長                    | 陸上自衛隊武器補給処調達会計部長                                    |
| 04 | 高橋友治            | 1965.3.16 - 1966.7.15   |                                | 会計監査隊副隊長                              | 会計監査隊本部付 →1967.1.1 停年退官（陸将補昇任）                   |
| 05 | 佐々木正展          | 1966.7.16 - 1968.7.15   | 東京帝国大学 昭和16年卒        | 東北方面総監部第1部長                         | 陸上自衛隊需品補給処副処長                                          |
| 06 | 加藤英雄            | 1968.7.16 - 1969.7.15   | 陸経1期                        | 陸上自衛隊業務学校会計教育課長                | 陸上幕僚監部付 →1970.1.1 退職                                       |
| 07 | 成瀬英敏            | 1969.7.16 - 1973.3.15   | 陸経2期                        | 朝霞駐とん地業務隊長 →1971.7.1 陸将補昇任     | 陸上幕僚監部付 →1973.4.1 退職                                       |
| 08 | 本田徹              | 1973.3.16 - 1974.6.30   | 陸経4期                        | 陸上幕僚監部会計課長 →1973.4.1 陸将補昇任     | 退職                                                                |
| 09 | 船田泰雄            | 1974.7.1 - 1976.3.15    | 陸経4期                        | 東北方面総監部幕僚副長 →1975.3.17 陸将補昇任  | 陸上幕僚監部付 →1976.7.1 退職                                       |
| 10 | 長谷川碩彌          | 1976.3.16 - 1978.7.31   | 大阪商業大学 昭和21年卒        | 陸上幕僚監部監理部副部長 →1977.4.1 陸将補昇任 | 陸上幕僚監部付 →1979.1.1 退職                                       |
| 11 | 高橋徹朗 （陸将補） | 1978.8.1 - 1980.3.16    | 小樽経済専門 昭和20年卒        | 陸上自衛隊中央会計隊長                        | 陸上幕僚監部付 →1980.7.1 退職                                       |
| 12 | 増田好彦            | 1980.3.17 - 1982.4.15   | 陸士61期                       | 北熊本駐とん地業務隊長 →1980.8.1 陸将補昇任   | 陸上自衛隊武器補給処副処長                                          |
| 13 | 星野久 （陸将補）   | 1982.4.16 - 1984.3.15   | 名幼48期・ 中央大学 昭和33年卒 | 武山駐とん地業務隊長                          | 陸上自衛隊中央会計隊長                                              |
| 14 | 梅山富弘 （陸将補） | 1984.3.16 - 1986.3.16   | 和歌山大学 昭和32年卒          | 中部方面総監部幕僚副長                        | 陸上自衛隊少年工科学校長 兼 武山駐屯地司令                          |
| 15 | 関正憲              | 1986.3.17 - 1988.7.31   | 山口大学 昭和31年卒            | 伊丹駐屯地業務隊長                            | 東部方面総監部勤務 →1988.12.31 東部方面総監部付 →1989.3.31 定年退官 |
| 16 | 宮中正壽            | 1988.8.1 - 1989.8.1     | 防大1期                        | 陸上自衛隊九州地区補給処副処長                | 退職（陸将補昇任）                                                  |
| 17 | 春日信人            | 1989.8.1 - 1991.4.1     | 防大3期                        | 陸上自衛隊幹部学校主任教官                    | 退職（陸将補昇任）                                                  |
| 18 | 井田武宣            | 1991.4.1 - 1992.8.1     | 防大5期                        | 陸上幕僚監部調査部勤務                        | 退職（陸将補昇任）                                                  |
| 19 | 中山辰彦            | 1992.8.1 - 1994.12.1    | 防大6期                        | 第2師団司令部幕僚長                           | 退職（陸将補昇任）                                                  |
| 20 | 伊東寛治            | 1994.12.1 - 1997.8.1    | 防大8期                        | 陸上自衛隊幹部学校主任教官                    | 退職（陸将補昇任）                                                  |
| 21 | 氏森武生            | 1997.8.1 - 1999.8.1     | 防大10期                       | 統合幕僚学校教務課長                          | 退職（陸将補昇任）                                                  |
| 22 | 木室喜壽            | 1999.8.1 - 2001.8.1     | 明治大学 昭和42年卒            | 第9後方支援連隊長                             | 退職（陸将補昇任）                                                  |
| 23 | 伊藤道彦            | 2001.8.1 - 2003.8.1     | 防大15期                       | 防衛大学校訓練部訓練課長                      | 退職（陸将補昇任）                                                  |
| 24 | 遠藤次裕            | 2003.8.1 - 2005.12.5    | 防大17期                       | 防衛研究所総括主任研究官                      | 退職（陸将補昇任）                                                  |
| 25 | 大地教文            | 2005.12.5 - 2007.4.1    | 防大18期                       | 西部方面特科隊長 兼 湯布院駐屯地司令          | 退職（陸将補昇任）                                                  |
| 26 | 平野隆之            | 2007.4.1 - 2009.4.1     | 防大20期                       | 陸上自衛隊航空学校霞ヶ浦分校長                | 退職（陸将補昇任）                                                  |
| 27 | 藤枝茂樹            | 2009.4.1 - 2010.12.1    | 防大21期                       | 中部方面後方支援隊長 兼 桂駐屯地司令          | 退職（陸将補昇任）                                                  |
| 28 | 本庄俊弘            | 2010.12.1 - 2012.3.29   | 防大24期                       | 陸上自衛隊補給統制本部装備計画部長            | 陸上自衛隊中央会計隊長                                              |
| 29 | 小野寺靖            | 2012.3.30 - 2014.8.1    | 防大25期                       | 第8師団司令部幕僚長                           | 退職（陸将補昇任）                                                  |
| 30 | 長谷川光成          | 2014.8.1 - 2016.3.23    | 防大27期                       | 第8師団司令部幕僚長                           | 退職（陸将補昇任）                                                  |
| 31 | 鈴来洋志            | 2016.3.23 - 2017.12.18  | 防大28期                       | 第6師団司令部幕僚長                           | 退職（陸将補昇任）                                                  |
| 32 | 藤原修              | 2017.12.19 - 2020.12.21 | 防大32期                       | 第12旅団副旅団長 兼 相馬原駐屯地司令          | 東部方面混成団長                                                    |
| 33 | 福田正弘            | 2020.12.22 - 2021.12.21 | 防大31期                       | 陸上幕僚監部警務管理官                        | 警務隊副隊長                                                        |
| 34 | 松坂普一            | 2021.12.22 - 2023.7.31  | 防大34期                       | 中部方面総監部総務部長                        | 退職（陸将補昇任）                                                  |
| 35 | 大西昌弘            | 2023.8.1 - 2024.7.31    | 防大35期                       | 中部方面総監部総務部長                        | 装備実験隊長                                                        |
| 36 | 井川賢一            | 2024.8.1 -              | 防大35期                       | 第5旅団副旅団長 兼 帯広駐屯地司令             |                                                                     |